# パターソン (DD-36)
|          |                                                    |
| 艦歴     |                                                    |
| 発注     |                                                    |
| 起工     | 1910年3月29日                                      |
| 進水     | 1910年9月20日                                      |
| 就役     | 1911年5月23日（海軍） 1924年11月24日（沿岸警備隊） |
| 退役     | 1919年1月1日（海軍） 1930年4月1日（沿岸警備隊）    |
| その後   | 1934年5月2日にスクラップとして売却。               |
| 除籍     | 1934年6月28日                                      |
| 性能諸元 |                                                    |
| 排水量   | 787 トン                                           |
| 全長     | 293 ft 11 in (89.6 m)                              |
| 全幅     | 27 ft (8.2 m)                                      |
| 吃水     | 8 ft 4 in (2.5 m)                                  |
| 機関     | 重油専焼缶4基                                      |
| 最大速   | 29ノット (54 km/h)                                 |
| 乗員     | 士官、兵員89名                                     |
| 兵装     | 3インチ砲5門 18インチ魚雷発射管6門                 |

パターソン (USS Patterson, DD-36) は、アメリカ海軍の駆逐艦。ポールディング級駆逐艦の1隻。艦名はダニエル・パターソンに因む。

## 艦歴
パターソンは1910年3月29日にペンシルバニア州フィラデルフィアのクランプ造船所で起工した。1911年4月29日にジョージアンヌ・ポロック・パターソンによって命名、進水し、1911年10月11日に艦長ジョン・M・ルビー少佐の指揮下就役する。
1911年10月23日にパターソンはフィラデルフィアを出航、ロードアイランド州ニューポートおよびニューヨークを訪問し、11月2日にボストンに到着した。同港を母港としてニューイングランド沖、バージニア岬、サウスカロライナ州チャールストン、フロリダ州ペンサコーラ、キューバのグアンタナモ湾で活動する。ペンサコーラを出航したパターソンは1914年5月20日にベラクルス沖に到着、4日後に母港に向かった。
アメリカ合衆国が第一次世界大戦に参戦するとともに、パターソンはニューイングランド沿岸をパトロールし、ニューポートおよびボストンの入口で大西洋横断船団の護衛を行った。ある護衛任務ではニューファンドランド島のセントジョンズまで赴いたこともあった。
アメリカ合衆国による連合国への最初の支援は、イギリス諸島への海上補給路を寸断しようとするドイツ潜水艦と対峙するイギリス艦隊に対する駆逐艦での援護であった。パターソンは第2駆逐戦隊の旗艦として大西洋を越えてこの任務に就いた。しかしながら駆逐艦隊は燃料補給無しで北大西洋を横断することはできなかった。新たに就役した艦隊給油艦のマウミー (USS Maumee, AO-2) はボストンとクイーンズタウンの間、大西洋の中央に位置して駆逐艦への給油を行った。この当時のマウミーの副長および主任技術士官はチェスター・ニミッツ中尉であった。
パターソンは第5分艦隊を率いて1917年5月21日にボストン港を出航、5月28日の朝にマウミーと合流した。パターソンは大西洋横断のためにマウミーから洋上給油を受けた初めての駆逐艦であった。分艦隊は6月1日にクイーンズタウンに到着し、パターソンとその姉妹艦は同地でイギリス軍の暗号表と爆雷を受け取った。
パターソンは1917年6月5日にクイーンズタウン入口での偵察および護衛任務を開始した。6月12日に商船インディアンを攻撃するドイツのUボートを撃退するために爆雷を投下した。1918年1月1日の夜にアイルランドのベアヘヴン港の入口でイギリス海軍のタグボート、ドレッドフルと衝突事故を起こす。パターソンは艦首を損傷したが、2月5日には通常の護衛および偵察任務を再開した。2日後、パターソンはドイツ潜水艦の魚雷攻撃を受けた蒸気船メキシコシティの生存者12名を救助した。5月17日にはアイリッシュ海でU-101に対して爆雷攻撃を行った。パターソンはその後もクイーンズタウン沖で偵察任務を続け、1918年6月4日に帰国の途についた。
バミューダ海域で活動中の1918年6月16日、パターソンはドイツのU-151に沈められたノルウェーのバーク、クリンスジャの生存者を救助した。パターソンは生存者をケープ・メイ海軍補給基地に送り、引き続いてフィラデルフィア海軍工廠に向かい6月18日に到着、オーバーホールに入った。8月17日にバージニア州ノーフォークを出航しニューヨーク州トンプキンズビルに向かう。同地でパターソンはノーフォークに向かう戦艦ペンシルベニア (USS Pennsylvania, BB-38) の護衛に当たった。8月22日、ノーフォークから「パターソン・グループ」の旗艦として出航、同部隊は特別探索戦隊であり、11隻の駆潜艇が含まれた。
パターソン・グループはバージニア岬からニューヨークの間でUボートの探索を行った。1918年8月27日、輸送船のフェリックス・タウシッグ (USS Felix Taussig, SP-2282) が駆潜艇 SC-188 を敵潜水艦と誤認し発砲、パターソンは乗組員を救助し、負傷者の内7名をニューヨーク港に停泊する病院船コンフォート (USS Comfort, AH-3) に運んだ。1918年9月3日にはUボートに対して爆雷攻撃を行う。その後もUボート探索活動を行い、活動は部隊が解散した11月23日まで続けられた。
パターソンは1919年1月1日にフィラデルフィア海軍工廠に入渠し、同所で1924年4月28日に沿岸警備隊に移管された。その後はニューヨーク州ステープルトンを拠点とし、ラム・パトロールの1隻として密造酒の取り締まりを行った。
1930年10月18日にパターソンは海軍に返却され、不活性化の上保管された。1933年7月1日にパターソンの艦名は新造駆逐艦に与えられ、その船体はロンドン海軍軍縮条約に従って1934年5月2日にスクラップとして売却された。パターソンは1934年6月28日に除籍された。

## 参照
- この記事はアメリカ合衆国政府の著作物であるDictionary of American Naval Fighting Shipsに由来する文章を含んでいます。